# 吉祥寺女性刺殺事件
吉祥寺女性刺殺事件（きちじょうじじょせいしさつじけん）は、2013年（平成25年）2月28日に東京都武蔵野市吉祥寺で発生した強盗殺人事件。

## 概要
2013年（平成25年）2月28日午前1時50分ごろ、武蔵野市吉祥寺の路上で帰宅途中のアルバイト女性（当時22歳）が少年2人に襲われ、背後から刃物で刺されて財布などを奪われる事件が発生した。被害女性は病院に搬送されたが、背中の傷2か所のうち1か所は肺にまで達しており、ほぼ即死であった。被害女性は青森県の高校を卒業した後は埼玉県に住む姉と同居して東京都の美容専門学校に通いながら美容師国家試験に合格しており、美容師として美容関係の仕事が決まったことをきっかけに一人暮らしをするため、2013年1月に吉祥寺へ引っ越してきたばかりであった。
少年2人は犯行直後に殺害現場近くのコンビニエンスストアで被害女性のキャッシュカードから現金を引き出そうとするも失敗したうえ、路上で警察官から職務質問を受けて逃走した。この殺害現場近くの路上で逃走する少年2人と追跡する警察官を撮影した防犯カメラの映像は、報道機関に公開・報道されている。

## 捜査
当日朝になり、ルーマニア国籍の少年（当時17歳）は他人名義の銀行通帳を所持していた占有離脱物横領容疑で警視庁組織犯罪対策第二課に逮捕され、翌3月1日には強盗殺人容疑で再逮捕された。もう1人の日本国籍の少年（当時18歳）は当日こそ身柄を拘束されなかったものの、防犯カメラを解析した結果、駅から電車を乗り継いで立川方面に向かっていたことが判明した。
日本国籍の少年は3月2日夜に出頭し、翌3月3日に強盗殺人容疑で逮捕された。
少年2人は家出を繰り返し、不良行為を行う過程において共通の家出先としてアパートの部屋に入り浸っていた。そこにいた人物を介する形で2月上旬に知り合った少年2人は行動を共にすることが多くなり、ゲームセンターで遊ぶ金欲しさに強盗を計画すると、事件前日に国立市のスーパーマーケットで刃物を2本調達し、簡単に金を取るためには脅すよりも刺す方が有効と考え、真夜中に1人で歩いている人を狙い、たまたま通った被害女性を後ろから刺して財布などを奪った。少年は「犯行後に逃げる途中で刃物を捨てた」と供述し、捜索によって殺害現場近くのマンション敷地内で刃物2本が発見された。
2013年（平成25年）3月21日、東京地検立川支部は少年2人と強盗殺人と銃刀法違反、窃盗未遂の非行内容で東京家裁立川支部に送致した。
2013年（平成25年）4月17日、東京家裁立川支部（山口裕之裁判長）は「刑事処分以外の措置を相当とすべき判断に至らない」として検察官送致とする決定をした。
2013年（平成25年）4月26日、東京地検立川支部は少年2人を強盗殺人などの罪で起訴した。

## 裁判
日本国籍の少年の裁判
2014年（平成26年）1月28日、東京地裁立川支部（倉澤千巖裁判長）で裁判員裁判の初公判が開かれ、起訴内容について少年は「殺すつもりはなかった」と殺意を否認した。その上で「申し訳ありませんでした」と頭を下げた。
冒頭陳述で検察側は「（共犯として起訴された）ルーマニア人の少年が被害女性を刺したのを確認した後、さらに突き刺しており、殺意はあった」と主張した。一方、弁護側は「ルーマニア人の少年が主導した犯行で、殺意はなかった」と述べて家庭裁判所で審理すべきだと主張した。また、殺意について争う姿勢を見せた。
2014年（平成26年）2月3日、論告求刑公判で検察側は無期懲役を求刑した。
検察側は論告で「遊ぶ金ほしさの残虐な通り魔的強盗殺人だ」と指摘。「いきなり背後から襲い、強い力で刺しており、殺意があったことは明らか」と述べた。
弁護側は最終弁論で「少年は想像力が欠如している。ナイフで刺す危険を分かっておらず、殺意はなかった」と主張し、家庭裁判所への送致を求めた。
2014年（平成26年）2月7日、判決公判が開かれ、東京地裁立川支部（倉澤千巖裁判長）は求刑通り無期懲役の判決を言い渡した。
判決理由で「人通りの少ない時間にいきなり背中を刺す残虐な犯行。金に困ったという動機に酌むべき点はない」と述べた。
また、殺意については「初歩的な常識が分からなかったとは認めにくい。少年2人に上下関係はない」と殺意があったと認定し、弁護側の主張を退けた。
2014年（平成26年）7月10日、東京高裁（村瀬均裁判長）は無期懲役とした一審・東京地裁立川支部判決を支持し、少年側の控訴を棄却した。
被告側は「ルーマニア国籍の少年の指示に従って刺しただけだ」と訴え、殺意を否認していた。これに対し、判決は「被害者を死に至らせる危険性の高い行為だったことは明らかだ」として殺意を認定。量刑についても「金欲しさの犯行であり、悪質性や結果の重大さを考えれば無期懲役が相当だ」と結論付けた。最終的に無期懲役の判決が確定した。
ルーマニア国籍の少年の裁判
2014年（平成26年）2月19日、東京地裁立川支部（倉澤千巖裁判長）で裁判員裁判の初公判が開かれ、起訴内容について少年は「殺意はありませんでした」と殺意を否認した。
冒頭陳述で検察側は「遊ぶ金欲しさの犯行。鋭利なナイフで強い力で突き刺しており、殺意はあった」と述べた。
弁護側は「殺意はなかった。動機は、家庭に安心できる場がないため、友人と住むアパートを借りる金を得ようとしたものだ」と述べ、殺意について争う姿勢を見せた。
2014年（平成26年）2月26日、論告求刑公判で検察側は無期懲役を求刑した。
2014年（平成26年）3月4日、東京地裁立川支部（倉澤千巖裁判長）で判決公判が開かれ、求刑通り無期懲役の判決を言い渡した。
判決理由では「1人で歩いていた被害者を背後から刺す残虐な犯行。被告は人格的な未熟さはあるが、罪の重さを自覚させるためにも、長期の矯正処遇は避けがたい」と述べた。
また、殺意については「刺すことの危険性を認識できなかったとは認められない」と弁護側の主張を退けた。3月17日付で判決を不服として控訴した。
2014年（平成26年）9月25日、東京高裁（村瀬均裁判長）は無期懲役とした一審・東京地裁立川支部判決を支持し、少年側の控訴を棄却した。
控訴審判決では、少年がナイフで刺した背中の傷が刃渡りより4センチ以上深かったと指摘した。その上で「相当強い力で突き刺しており、被害者が死亡する危険性を十分認識していた」と殺意を認定し、少年側の「殺意はなく、強盗殺人罪は成立しない」という主張を退けた。最終的に無期懲役の判決が確定した。

## 週刊新潮による実名報道
少年2人は当時未成年だったゆえに少年法に基づき匿名報道となったが、週刊新潮は彼らの顔写真と実名を掲載し、生い立ちなどを報道した。